# Oszust (gra w kości)
Oszust – gra dla dowolnej liczby graczy, w której gracze rzucają 5 typowymi sześciennymi kostkami.

## Zasady gry
Jeden z graczy rzuca 5 kostkami i ma do dyspozycji 3 rzuty tak aby nikt nie zobaczył co zostało wylosowane. W drugim i trzecim rzucie może odstawić część kostek i rzucać pozostałymi. Następnie gracz oznajmia jaki układ wylosował. Następny gracz w kolejności może sprawdzić lub przejąć kostki i rzucać nimi a następnie zadeklarować swój układ (jednak nie niższy niż zadeklarowany wcześniej). Gracze mogą w każdej chwili blefować. Jeśli nastąpi sprawdzenie następuje ujawnienie wyrzuconych kostek i porównanie wyniku. Jeśli zadeklarowany układ był identyczny lub niższy to wygrywa rzucający/przegrywa sprawdzający. Jeśli wyższy – wygrywa sprawdzający a rzucający przegrywa.

## Starszeństwo układów (Od najstarszego do najmłodszego)
| Układ     | Opis                |
| --------- | ------------------- |
| Poker     | 5 jednakowych kości |
| Kareta    | 4 jednakowe kości   |
| Full      | Trójka i para       |
| Strit     | 5 po kolei          |
| Trójka    | 3 jednakowe kości   |
| Dwie pary | Dwie jednakowe pary |
| Para      | 2 jednakowe kości   |

## 666
W tej odmianie używa się 3 kości. Najwyższymi układami są trójki. W przypadku braku trójek z wylosowanych kostek tworzy się najwyższą możliwą trzycyfrową liczbę.

## Oczko
W tej odmianie używa się 2 kości. Najwyższym układem jest oczko (Wyrzucone liczby 2 i 1), następnie dublety (dwa identyczne). W przypadku braku oczka lub dubletu tworzone są najwyższe możliwe dwucyfrowe liczby.